# Live in Texas
A Live in Texas a Linkin Park első koncertlemeze és második DVD-je, ami 2003. november 18-án jelent meg.

## Album információk
A koncertet augusztus 2-án és 3-án a Summer Sanitarium Tour 2003 keretében rögzítették. Első nap a houstoni Reliant Stadionban, következő nap az Irving-i Texas Stadionban. Mindkét koncert Texas államban található. A címét is innen kapta. A cím szó szerinti fordítása: „Texasban élőben”. Sorban előtte a Meteora, utána a Collision Course című album következik.
Az albumnak egyetlen kiadása van, viszont az tartalmazza a koncert hanganyagát CD-n és a filmanyagát DVD-n. A borítón egy koncerten készült fotó van. A képen a háttérben a közönség, középen pedig egy mikrofont tartó kinyújtott kar látható.

### Számok listája
1. „Somewhere I Belong” – 3:37
2. „Lying From You” – 3:07
3. „Papercut” – 3:06
4. „Points of Authority” – 3:25
5. „Runaway” – 3:07
6. „Faint” – 2:47
7. „From the Inside” – 3:01
8. „Pushing Me Away” – 5:05
9. „Numb” – 3:06
10. „Crawling” – 3:33
11. „In the End” – 3:31
12. „One Step Closer” – 4:15

A Pushing Me Away a DVD-n nem eredeti hangzásában lett előadva hanem azt játszották ami a Reanimation lemezén van.A számok között betekinthetünk az előkészületekbe, abba hogy mi folyt a koncert előtt vagy után.Ez az egyik legemlékezetesebb koncertjük.

## Koncert info

### Banda felállás
- Chester Bennington – ének, vokál
- Rob Bourdon – dob
- Brad Delson – gitár
- Dave "Phoenix" Farrell – basszusgitár
- Joe "Mr. Hahn" Hahn – keverőpult, samplerek
- Mike Shinoda – vokál, rap, ritmikus gitár, billentyűs, samplerek

### Elhangzott dalok
1. Don't Stay
2. Somewhere I Belong
3. Lying From You
4. Papercut
5. Points of Authority
6. Runaway
7. Faint
8. From the Inside
9. Figure.09
10. With You
11. By Myself
12. Pushing Me Away
13. Numb
14. Crawling
15. In the End
16. A Place for My Head
17. One Step Closer

### Dalszerzők
- Az összes dalt Chester Bennington és Mike Shinoda írta, kivéve:
  - "Pushing Me Away" (Chester Bennington, Mike Shinoda, Stephen Richards)
  - "One Step Closer" (Chester Bennington, Mike Shinoda, Jonathan Davis)
- Az összes dalt a Linkin Park írta, kivéve:
  - "With You" (Linkin Park, The Dust Brothers)
  - "A Place for My Head" (Linkin Park, Mark Wakefield, Dave Farrell)
  - "Runaway" (Linkin Park, Mark Wakefield)

### Közreműködtek
- Rendező: Kimo Proudfoot
- DVD producer: Matt Caltabiano
- Fényképezés rendezője: Jim Hawkinson
- Szerkesztett: Kevin McCullough
- CD-t készítette és mixelte: Josh Abraham
- Mixelve:Pulse Recordings, Los Angeles, Kalifornia
- Élő felvétel mérnök: Joel Singer
- Segítség a felvételben: Hardi Kamsani
- DVD-video producer: David May for Warner Bros. Records
- Produkciós rendező: Penny Marciano
- Képi koordinátor: Raena Winscott
- Képi dizájn: Sean Donnelly and Kimo Proudfoot
- DVD szerző: Wamo
- Könyv ügynökség: Mike Arfin for Artist Group International
- Jog: Danny Hayes for Davis, Shapiro, Lewit, Montone and Hayes
- Menedzser: Michael Oppenheim and Jonathan Schwartz for Gudvi, Sussman and Oppenheim
- Digipak dizájn: The Flem
- Könyv dizájn: Lawrence Azerrad Design
- Digipak fényképezés: Gret Watermann
- Előadó: Linkin Park
- "Green-Fisted Bunnyman" – kabalafigura-szerű: Lars Ulrich

## Külső hivatkozások
- A Linkin Park hivatalos honlapja
- Dalszövegek a Lyriki-n